# Phyllanthus gongyloides
Phyllanthus gongyloides là một loài thực vật có hoa trong họ Diệp hạ châu. Loài này được Cordeiro & Carn.-Torres mô tả khoa học đầu tiên năm 2004.